# Daniele Viotti
Daniele Viotti (Alessandria, 8 marzo 1974) è un politico e attivista italiano, parlamentare europeo del Partito Democratico.

## Biografia

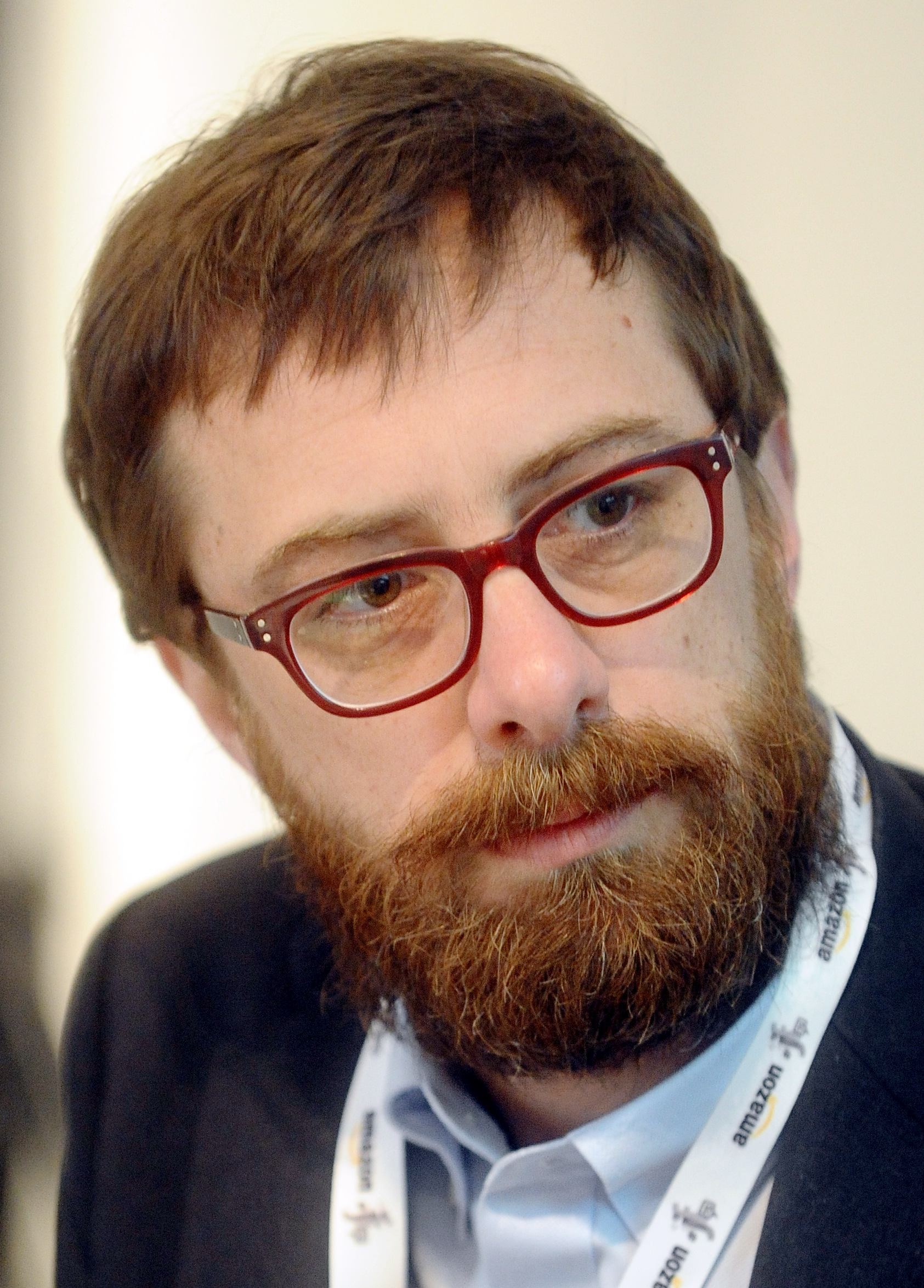
Daniele Viotti nel 2015

Nato ad Alessandria nel 1974, si è laureato in Scienze politiche presso l'Università del Piemonte Orientale. Attivista per i diritti civili, ha contribuito a fondare a Torino l'associazione Quore che si dedica alla promozione dell'uguaglianza della comunità LGBT e al contrasto dell'omofobia. Ha iniziato la propria carriera politica come consigliere comunale nella propria città natale, tra le file dei DS, aderendo dapprima alla formazione giovanile del partito, Sinistra Giovanile. Ha aderito al PD sin dalla sua nascita nel 2007, concentrando il proprio impegno sulla valorizzazione del concetto di uguaglianza. Nel 2013 ha sostenuto la candidatura di Pippo Civati alla Segreteria nazionale del PD, candidandosi altresì, ma senza successo, per la corrente "civatiana" alla carica di Segretario regionale del PD piemontese. Nel 2014 si è candidato alle elezioni europee nella circoscrizione nord-ovest, risultando eletto con 27.953 voti di preferenza.
Nel luglio del 2015 fonda (assieme ad alcuni parlamentari del Partito Democratico) ReteDem, uno spazio politico all'interno del PD che vuole portare avanti tematiche come i diritti, l'ecologia, l'ambientalismo, l'innovazione e i nuovi lavori.
Sulla tematica della riforma del copyright Daniele Viotti, in dissenso con la linea della maggioranza degli eurodeputati PD, il 5 luglio 2018 si esprime in senso contrario al testo elaborato dalla commissione JURI
È Relatore Generale al Bilancio Europeo 2019. In autunno negozierà con Commissione e Consiglio, portando avanti la proposta del Parlamento Europeo. Le priorità del Parlamento saranno l'occupazione giovanile, le piccole e medie imprese, la ricerca e lo sviluppo e la questione migratoria.
Si ricandida alle Elezioni europee del 2019 con il PD nella circoscrizione del Nord-Ovest, ottenendo 24.853 voti senza essere eletto.
È dichiaratamente omosessuale e ha un compagno.